# Huaura
Huaura ist eine Stadt in der Provinz Huaura in der Region Lima im zentralen Westen von Peru. 

## Geografie
Die 30 m über dem Meeresspiegel gelegene Stadt Huaura liegt in der Küstenebene am Nordufer des Flusses Río Huaura, 3,6 km oberhalb von dessen Mündung in den Pazifischen Ozean. Südlich von Huaura befindet sich der Ballungsraum von Huacho mit den Städten Hualmay und Cruz Blanca. Huaura ist Sitz des gleichnamigen Distriktes. 
Die Stadt hatte beim Zensus 2017 24.668 Einwohner, zehn Jahre zuvor lag die Einwohnerzahl bei 21.685.

## Verkehr
Die Stadt hatte einen Eisenbahnanschluss sowohl Richtung Lima im Süden als auch nach Norden: 1912 wurde die schmalspurige Bahnstrecke Ancón–Sayan der Ferrocarril Noroeste del Perú (Peruanische Nordwest-Bahn) in der Spurweite von 914 mm eröffnet. Sie stellte 1964 ihren Betrieb ein.